# Louis Vázquez
Pierre Louis Vasquez (3 de octubre de 1798-5 de septiembre de 1868), también conocido como Luis Vázquez, fue un hombre de montaña y comerciante estadounidense de ascendencia española. Fue contemporáneo de famosos exploradores europeos y americanos del temprano Oeste y llegó a conocer y a trabajar con muchos de ellos, incluyendo a Jim Bridger, Manuel Lisa, Kit Carson y Andrew Sublette, además de a su propio padre, Benito Vázquez.

## Primeros años
Vázquez nació y creció en San Luis, Misuri. Fue hijo del comerciante de pieles español Benito Vázquez y de Marie-Julie Papin, así que era de ascendencia franco-canadiense y española. Probablemente guiado por los consejos del buen amigo de su padre Manuel Lisa, en 1823, se convierte en comerciante de pieles, recibiendo su primera licencia para llevar a cabo esta práctica con la tribu Pawnee. Al comienzos de 1830, Vázquez se había hecho un nombre entre los tramperos, obteniendo reconocimiento y respeto como comerciante.
Al haber sido educado por los sacerdotes de la catedral de San Luis, es uno de los pocos hombres de montaña de su época que sabe leer y escribir a la perfección. A pesar de que firmó siempre como "Louis", Pierre Louis obtuvo el apodo de "Viejo Vaskiss" a una edad temprana. Era el más joven de once hermanos.

## Actividades Notables
En 1834, Vázquez se hizo socio de Andrew Sublette y comerció en el Platte después de obtener una licencia en San Luis, Misuri, de William Clark, el superintendente de Asuntos Indios. En 1835 construyó Fort Vasquez y emprendió partidas anuales hacia el Oeste haciendo crecer su reputación. Incapaz de hacer fortuna, su socio y él vendieron Fort Vasquez a Lock & Randolph en 1840, quienes a su vez entraron en bancarrota y abandonaron el fuerte dos años después. Debido a dicha bancarrota, Vázquez y Andrew Sublette no pudieron cobrar nunca las ganancias por sus ventas. Vázquez entonces decidió asociarse con Jim Bridger. En 1843 construyeron Fort Bridger en el Río Verde, y lograron convertirlo en un puesto clave para el comercio de pieles de su época.
En St. Louis en 1846 Vazquez se casó con una viuda, Narcissa Land Ashcraft y se mudó con ella y con sus hijos a Fort Bridger en Wyoming. Allí tuvieron tres hijos más; Louis, Marianne y Sara. Vázquez abrió una tienda en Salt Lake City en 1855. Él y Bridger vendieron su fuerte en 1858, año en que Vázquez ya se había retirado a Misuri. En 1868 muere en su casa de Westport.
Años antes, en 1853, Vázquez regaló a su buen amigo Jim Bridger su propio y querido rifle. Desde 1998 el rifle está en el Museo del Hombre de Montaña de Pinedale, en Wyoming.